# 316138 Giorgione
316138 Giorgione è un asteroide della fascia principale. Scoperto nel 2009, presenta un'orbita caratterizzata da un semiasse maggiore pari a 3,1223019 UA e da un'eccentricità di 0,1099247, inclinata di 7,86481° rispetto all'eclittica.
L'asteroide è dedicato a Giorgione, celebre pittore italiano.